# Israel Football League 2013-2014
La Israel Football League 2013-2014 è stata la 7ª edizione del campionato di football americano di primo livello, organizzato da AFI.

## Squadre partecipanti
| Club                    | Città            | Stadio | Sponsor ufficiale | Risultato nella stagione 2013 |
| ----------------------- | ---------------- | ------ | ----------------- | ----------------------------- |
| Beersheva Black Swarm   | Be'er Sheva      |        |                   |                               |
| Haifa Underdogs         | Haifa            |        | Nemo’s            |                               |
| Jerusalem Kings         | Gerusalemme      |        |                   |                               |
| Jerusalem Lions         | Gerusalemme      |        | Big Blue          |                               |
| Judean Rebels           | Gerusalemme      |        |                   |                               |
| Nahariya Northern Stars | Nahariya         |        |                   |                               |
| Petah Tikva Troopers    | Petah Tiqwa      |        | Mike’s Place      |                               |
| Ramat HaSharon Hammers  | Ramat HaSharon   |        |                   |                               |
| Rehovot Silverbacks     | Rehovot          |        | Pointer           |                               |
| Tel Aviv Pioneers       | Tel Aviv         |        |                   |                               |
| Tel Aviv-Jaffa Sabres   | Tel Aviv - Jaffa |        |                   |                               |

## Stagione regolare

### Calendario

#### 1ª giornata
| 30 novembre 2013 | Tel Aviv-Jaffa Sabres | 0 – 20 (a tavolino) | Beersheva Black Swarm |  |

#### 2ª giornata
| 5 dicembre 2013 | Jerusalem Lions | 22 – 83 (6-32 8-30 8-14 0-7) | Judean Rebels |  |

| 5 dicembre 2013 | Jerusalem Kings | 34 – 54 (8-22 6-12 14-6 6-14) | Petah Tikva Troopers |  |

| 6 dicembre 2013 | Tel Aviv Pioneers | 48 – 26 (28-6 0-6 12-8 8-6) | Haifa Underdogs |  |

| 6 dicembre 2013 | Nahariya Northern Stars | 32 – 28 (8-0 6-14 6-6 12-8) | Rehovot Silverbacks |  |

#### 3ª giornata
| 13 dicembre 2013 | Haifa Underdogs | 20 – 0 (a tavolino) | Tel Aviv-Jaffa Sabres |  |

| 14 dicembre 2013 | Rehovot Silverbacks | 20 – 30 (6-8 0-16 14-0 0-6) | Beersheva Black Swarm |  |

#### 4ª giornata
| 19 dicembre 2013 | Judean Rebels | 74 – 18 (22-0 20-18 18-0 14-0) | Petah Tikva Troopers | (109 spett.) |

| 20 dicembre 2013 | Tel Aviv Pioneers | 24 – 36 (8-8 12-20 0-8 4-0) | Ramat HaSharon Hammers | (52 spett.) |

| 21 dicembre 2013 | Beersheva Black Swarm | 28 – 36 (0-6 14-8 0-8 14-14) | Jerusalem Lions | (42 spett.) |

#### 5ª giornata
| 26 dicembre 2013 | Jerusalem Kings | 56 – 14 (22-8 16-6 12-0 6-0) | Rehovot Silverbacks | (52 spett.) |

| 27 dicembre 2013 | Nahariya Northern Stars | 6 – 44 (0-14 0-8 0-6 6-16) | Beersheva Black Swarm | (27 spett.) |

| 28 dicembre 2013 | Tel Aviv-Jaffa Sabres | 0 – 20 (a tavolino) | Judean Rebels |  |

#### 6ª giornata
| 2 gennaio 2014 | Jerusalem Lions | 72 – 20 (18-0 40-12 0-8 14-0) | Rehovot Silverbacks | (81 spett.) |

| 3 gennaio 2014 | Tel Aviv-Jaffa Sabres | 0 – 20 (a tavolino) | Nahariya Northern Stars |  |

| 3 gennaio 2014 | Haifa Underdogs | 19 – 16 (6-8 0-0 7-0 6-8) | Jerusalem Kings |  |

| 4 gennaio 2014 | Petah Tikva Troopers | 24 – 56 (0-16 8-12 8-6 8-22) | Ramat HaSharon Hammers | (41 spett.) |

#### 7ª giornata
| 9 gennaio 2014 | Jerusalem Lions | 26 – 18 (d.t.s.) (0-0 6-6 6-0 6-12 8-0) | Tel Aviv Pioneers | (110 spett.) |

| 10 gennaio 2014 | Ramat HaSharon Hammers | 40 – 26 (0-0 18-14 6-0 16-12) | Haifa Underdogs |  |

#### 8ª giornata
| 16 gennaio 2014 | Nahariya Northern Stars | 6 – 46 (0-10 0-6 6-14 0-16) | Petah Tikva Troopers | (54 spett.) |

| 17 gennaio 2014 | Tel Aviv Pioneers | 54 – 14 (6-6 16-8 14-0 18-0) | Jerusalem Kings | (43 spett.) |

| 18 gennaio 2014 | Beersheva Black Swarm | 6 – 94 (0-16 6-20 0-44 0-14) | Judean Rebels | (30 spett.) |

#### 9ª giornata
| 23 gennaio 2014 | Rehovot Silverbacks | 14 – 52 (0-16 0-28 8-0 6-8) | Ramat HaSharon Hammers | (17 spett.) |

| 23 gennaio 2014 | Jerusalem Kings | 80 – 6 (28-0 32-0 14-0 6-6) | Nahariya Northern Stars | (30 spett.) |

| 24 gennaio 2014 | Tel Aviv Pioneers | 20 – 0 (a tavolino) | Tel Aviv-Jaffa Sabres |  |

| 25 gennaio 2014 | Beersheva Black Swarm | 16 – 40 (8-12 0-13 0-15 8-0) | Haifa Underdogs | (16 spett.) |

#### 10ª giornata
| 30 gennaio 2014 | Judean Rebels | 56 – 28 (14-14 26-6 8-8 8-0) | Ramat HaSharon Hammers |  |

| 30 gennaio 2014 | Jerusalem Lions | 25 – 0 | Nahariya Northern Stars |  |

| 1º febbraio 2014 | Tel Aviv-Jaffa Sabres | 0 – 20 (a tavolino) | Petah Tikva Troopers |  |

#### 11ª giornata
| 6 febbraio 2014 | Rehovot Silverbacks | 0 – 76 (0-26 0-25 0-9 0-16) | Judean Rebels |  |

| 6 febbraio 2014 | Jerusalem Kings | 80 – 0 (6-0 46-0 26-0 2-0) | Beersheva Black Swarm |  |

| 7 febbraio 2014 | Haifa Underdogs | 45 – 76 (12-28 20-16 7-16 6-16) | Jerusalem Lions |  |

| 8 febbraio 2014 | Petah Tikva Troopers | 20 – 44 (0-0 0-8 0-14 20-22) | Tel Aviv Pioneers |  |

#### 12ª giornata
| 13 febbraio 2014 | Ramat HaSharon Hammers | 30 – 32 (8-6 8-2 6-6 8-18) | Jerusalem Kings |  |

| 13 febbraio 2014 | Judean Rebels | 72 – 16 (20-8 23-0 13-0 16-8) | Haifa Underdogs |  |

| 14 febbraio 2014 | Nahariya Northern Stars | 0 – 68 (0-16 0-28 0-16 0-8) | Tel Aviv Pioneers |  |

| 15 febbraio 2014 | Rehovot Silverbacks | 20 – 0 (a tavolino) | Tel Aviv-Jaffa Sabres |  |

#### 13ª giornata
| 20 febbraio 2014 | Petah Tikva Troopers | 32 – 60 (0-8 6-22 0-22 26-8) | Jerusalem Lions |  |

| 21 febbraio 2014 | Haifa Underdogs | 41 – 0 (7-0 27-0 0-0 7-0) | Rehovot Silverbacks |  |

| 21 febbraio 2014 | Ramat HaSharon Hammers | 70 – 6 (16-6 30-0 16-0 8-0) | Nahariya Northern Stars |  |

#### 14ª giornata
| 27 febbraio 2014 | Judean Rebels | 76 – 40 (22-14 24-20 6-6 24-0) | Jerusalem Kings |  |

| 27 febbraio 2014 | Jerusalem Lions | 20 – 0 (a tavolino) | Tel Aviv-Jaffa Sabres |  |

| 28 febbraio 2014 | Tel Aviv Pioneers | 70 – 0 (20-0 22-0 20-0 8-0) | Beersheva Black Swarm | (21 spett.) |

#### 15ª giornata
| 6 marzo 2014 | Nahariya Northern Stars | 0 – 73 (0-12 0-17 0-30 0-14) | Judean Rebels | (27 spett.) |

| 6 marzo 2014 | Rehovot Silverbacks | 22 – 68 (0-24 0-12 6-24 16-8) | Tel Aviv Pioneers |  |

| 7 marzo 2014 | Petah Tikva Troopers | 36 – 29 (8-8 0-14 14-7 14-0) | Haifa Underdogs |  |

| 8 marzo 2014 | Tel Aviv-Jaffa Sabres | 0 – 20 (a tavolino) | Jerusalem Kings |  |

| 8 marzo 2014 | Beersheva Black Swarm | 6 – 80 (0-14 0-46 6-8 0-12) | Ramat HaSharon Hammers | (33 spett.) |

#### 16ª giornata
| 13 marzo 2014 | Ramat HaSharon Hammers | 40 – 34 (16-8 12-0 6-12 6-14) | Jerusalem Lions | (10 spett.) |

| 14 marzo 2014 | Petah Tikva Troopers | 56 – 8 (8-0 22-0 14-8 12-0) | Rehovot Silverbacks | (31 spett.) |

#### 17ª giornata
| 20 marzo 2014 | Jerusalem Kings | 20 – 32 (0-16 0-0 12-16 8-0) | Jerusalem Lions | (142 spett.) |

| 20 marzo 2014 | Judean Rebels | 55 – 44 (6-8 21-20 16-0 12-16) | Tel Aviv Pioneers | (130 spett.) |

| 21 marzo 2014 | Haifa Underdogs | 73 – 6 (13-0 27-0 13-6 20-0) | Nahariya Northern Stars | (31 spett.) |

| 22 marzo 2014 | Ramat HaSharon Hammers | 20 – 0 (a tavolino) | Tel Aviv-Jaffa Sabres |  |

| 22 marzo 2014 | Beersheva Black Swarm | 6 – 60 (0-8 0-14 6-24 0-14) | Petah Tikva Troopers |  |

### Classifica
La classifica della regular season è la seguente:
- PCT = percentuale di vittorie, G = partite giocate, V = partite vinte,  P = partite perse, PF = punti fatti, PS = punti subiti

| Pos. | Squadra                 | PCT   | G  | V  | N | P  | PF  | PS  |
| ---- | ----------------------- | ----- | -- | -- | - | -- | --- | --- |
| 1    | Judean Rebels           | 1.000 | 10 | 10 | 0 | 0  | 679 | 174 |
| 2    | Ramat HaSharon Hammers  | .800  | 10 | 8  | 0 | 2  | 452 | 222 |
| 3    | Jerusalem Lions         | .800  | 10 | 8  | 0 | 2  | 403 | 286 |
| 4    | Tel Aviv Pioneers       | .700  | 10 | 7  | 0 | 3  | 458 | 199 |
| 5    | Petah Tikva Troopers    | .600  | 10 | 6  | 0 | 4  | 366 | 317 |
| 6    | Haifa Underdogs         | .500  | 10 | 5  | 0 | 5  | 335 | 310 |
| 7    | Jerusalem Kings         | .500  | 10 | 5  | 0 | 5  | 392 | 285 |
| 8    | Beersheva Black Swarm   | .300  | 10 | 3  | 0 | 7  | 156 | 486 |
| 9    | Nahariya Northern Stars | .200  | 10 | 2  | 0 | 8  | 82  | 507 |
| 10   | Rehovot Silverbacks     | .100  | 10 | 1  | 0 | 9  | 146 | 483 |
| 11   | Tel Aviv-Jaffa Sabres   | .000  | 10 | 0  | 0 | 10 | 0   | 200 |

## Playoff

### Tabellone
|  | Wild Card | Wild Card            | Wild Card              |                   |                   | Semifinali        | Semifinali    | Semifinali |  |  | VII Israel Bowl | VII Israel Bowl | VII Israel Bowl |  |
|  |           |                      |                        |                   |                   |                   |               |            |  |  |                 |                 |                 |  |
|  |           |                      |                        |                   |                   | 1                 | Judean Rebels | 32         |  |  |                 |                 |                 |  |
|  |           |                      |                        |                   |                   | 1                 | Judean Rebels | 32         |  |  |                 |                 |                 |  |
|  |           |                      |                        | Tel Aviv Pioneers | 38                |                   |               |            |  |  |                 |                 |                 |  |
|  | 4         | Tel Aviv Pioneers    | 50                     | Tel Aviv Pioneers | 38                |                   |               |            |  |  |                 |                 |                 |  |
|  | 4         | Tel Aviv Pioneers    | 50                     |                   |                   |                   |               |            |  |  |                 |                 |                 |  |
|  | 5         | Petah Tikva Troopers | 28                     |                   |                   |                   |               |            |  |  |                 |                 |                 |  |
|  | 5         | Petah Tikva Troopers | 28                     |                   | Tel Aviv Pioneers | Tel Aviv Pioneers | 80            |            |  |  |                 |                 |                 |  |
|  |           |                      |                        |                   |                   |                   |               |            |  |  |                 |                 |                 |  |
|  |           |                      | Jerusalem Lions        | Jerusalem Lions   | 28                |                   |               |            |  |  |                 |                 |                 |  |
|  |           |                      |                        | Jerusalem Lions   | 28                |                   |               |            |  |  |                 |                 |                 |  |
|  |           |                      |                        |                   |                   |                   |               |            |  |  |                 |                 |                 |  |
|  |           |                      |                        |                   |                   |                   |               |            |  |  |                 |                 |                 |  |
|  |           | 2                    | Ramat HaSharon Hammers | 36                |                   |                   |               |            |  |  |                 |                 |                 |  |
|  |           |                      |                        | 36                |                   |                   |               |            |  |  |                 |                 |                 |  |
|  |           |                      |                        | Jerusalem Lions   | 42                |                   |               |            |  |  |                 |                 |                 |  |
|  | 3         | Jerusalem Lions      | 64                     | Jerusalem Lions   | 42                |                   |               |            |  |  |                 |                 |                 |  |
|  | 3         | Jerusalem Lions      | 64                     |                   |                   |                   |               |            |  |  |                 |                 |                 |  |
|  | 6         | Haifa Underdogs      | 34                     |                   |                   |                   |               |            |  |  |                 |                 |                 |  |

### Wild card
| 27 marzo 2014 | Jerusalem Lions | 64 – 34 (14-0 26-14 24-8 0-12) | Haifa Underdogs | (145 spett.) |

| 28 marzo 2014 | Tel Aviv Pioneers | 50 – 28 (14-0 12-20 0-8 24-0) | Petah Tikva Troopers | (70 spett.) |

### Semifinali
| 19 marzo 2014 | Judean Rebels | 32 – 38 (8-8 8-16 0-8 16-6) | Tel Aviv Pioneers | (176 spett.) |

| 20 marzo 2014 | Ramat HaSharon Hammers | 36 – 42 (d.t.s.) (0-0 14-24 14-6 8-6 0-6) | Jerusalem Lions | (87 spett.) |

### VII Israel Bowl
| 26 marzo 2014 | Tel Aviv Pioneers | 80 – 28 (30-6 22-0 22-14 6-8) | Jerusalem Lions | (700 spett.) |

## Verdetti
- Tel Aviv Pioneers Campioni di Israele 2013-2014 (2º titolo)